# Emilio Pettoruti

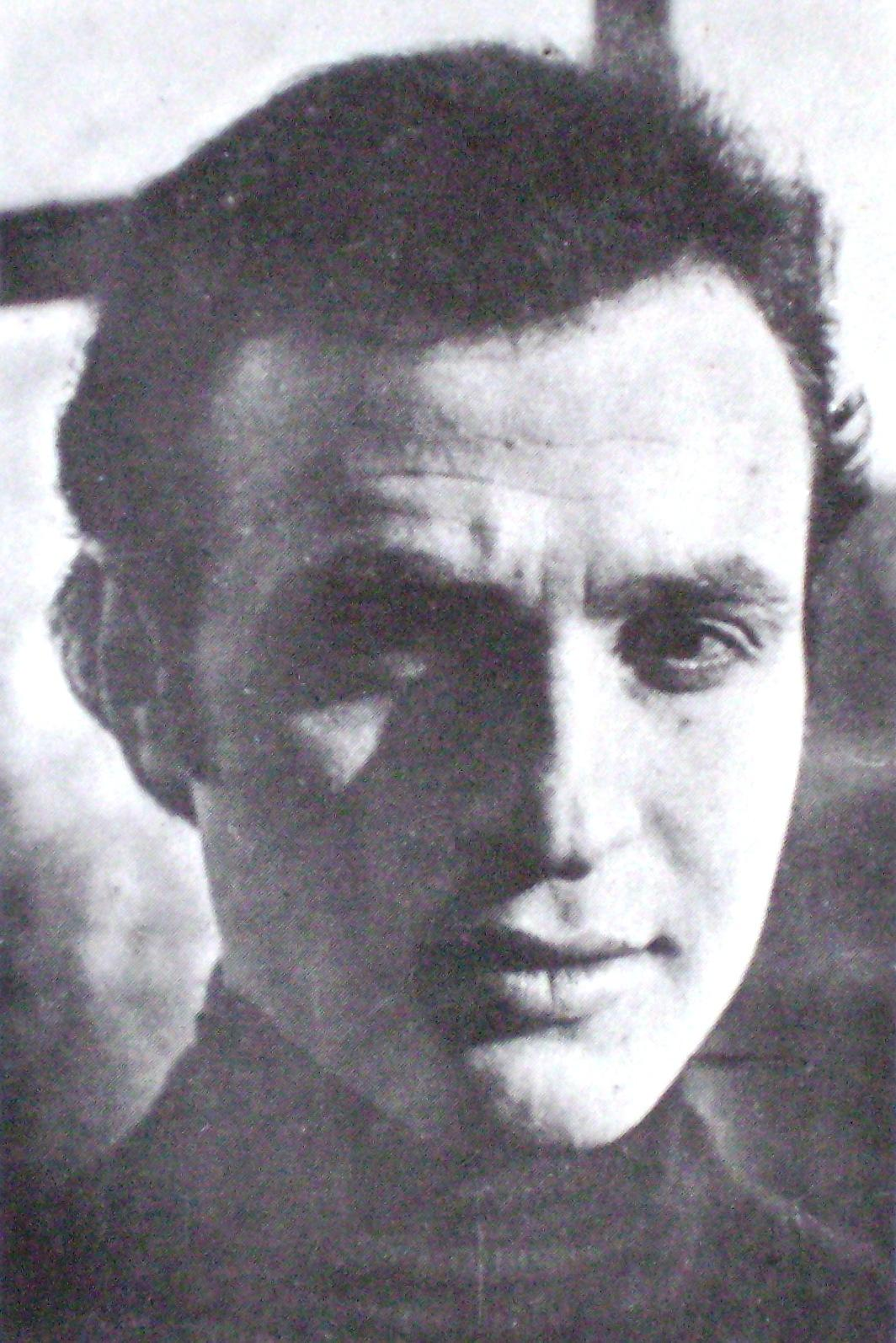
Emilio Pettoruti im Jahr 1916

Emilio Pettoruti (* 1. Oktober 1892 in La Plata, Argentinien; † 16. Oktober 1971 in Paris, Frankreich) war ein argentinischer Maler.

## Leben
Pettoruti stammte aus einer Familie italienischer Einwanderer, sein Vater war José Pettoruti und seine Mutter hieß Carolina Casaburi.
Durch seine künstlerischen Ambitionen fiel Pettoruti bereits in der Grundschule auf. Mit Unterstützung seiner Lehrer wurde er mit vierzehn Jahren 1906 Schüler an der Academia Nacional de Bellas Artes seiner Heimatstadt. Im selben Jahr verließ er diese Schule, um sich eigenständig die Kunst zu erarbeiten.
Für einige Zeit besuchte Pettoruti zusammen mit Emilio Coutaret die Zeichenschule des La-Plata-Museums. Dort entdeckte er neben einigen anderen Möglichkeiten bald auch sein Interesse für Karikaturen und durch die Unterstützung des Abgeordneten Rodolfo Sarrat erhielt Pettoruti dann auch ein staatliches Stipendium. Mit diesem konnte er 1913 für längere Zeit nach Italien zu reisen, um mehrheitlich in Florenz die Malerei der Renaissance zu studieren. Begeistert zeigte er sich vor allem von Fra Angelico, Giotto di Bondone und Masaccio.
Während dieser Zeit machte Pettoruti auch die Bekanntschaft von mehreren Künstlern der Avantgarde, die ihn u. a. für den Futurismus begeistern konnten. Durch den Kunstkritiker Ardengo Soffici wurde er auf die Literaturzeitschrift Lacerba aufmerksam und dadurch neben anderem auf Herwarth Walden und dessen Zeitschrift Der Sturm. Noch vor Beginn des Ersten Weltkriegs besuchte er Walden und dessen Sturm-Galerie in Berlin. Die Galeria Gonnelli in Florenz interessierte sich schon länger für Pettoruti, und 1915 konnte er dort seine erste Einzelausstellung eröffnen.
1922 reiste Pettoruti nach Mailand, wo er die Bekanntschaft der Künstlervereinigung Novecento machte. Nach eigenen Angaben war er von der künstlerischen Richtung begeistert, störte sich aber an Margherita Sarfatti und Mario Sironi, die gerade die Kunst dem italienischen Faschismus unterordnen wollten.
1923 holte ihn Herwarth Walden nach Berlin und zeigte dessen neusten Bilder in seiner Galerie. Pettoruti blieb bis 1924 in Paris und war dort neben vielen anderen mit Juan Gris, Amedeo Modigliani und Pablo Picasso befreundet. 1924 kehrte er nach Argentinien zurück und konnte noch im selben Jahr in Buenos Aires eine große Ausstellung seiner Werke zeigen. Gezeigt wurden die Bilder in der Galeria Witcomb in der Calle Florida. Diese Ausstellung geriet zu einem großen Skandal, da Abstrakte Malerei, Futurismus, Konstruktivismus und Kubismus von der argentinischen Kunstkritik begeistert gefeiert, vom Publikum aber ebenso abgelehnt wurde.
Die nächsten Jahre wechselte Pettoruti zwischen Buenos Aires und La Plata. Dort heiratete dann auch Maria Rosa González. 1930 berief man Pettoruti zum Direktor des Museo Provincial de Bellas Artes von La Plata. Langsam wurde Pettoruti auch in den USA bekannt und konnte 1942 im San Francisco Museum of Modern Art zum ersten Mal in Nordamerika seine Werke der Öffentlichkeit vorstellen.
Während der Präsidentschaft Juan Peróns wurde die Kunstpolitik Argentiniens immer restriktiver, und Pettoruti legte aus Protest darüber seine Ämter nieder. 1952 verließ er Argentinien für immer und reiste nach Europa. Er ließ sich in Paris nieder und blieb dort bis an sein Lebensende. Emilio Pettoruti starb zwei Wochen nach seinem 79. Geburtstag an Nierenversagen und gemäß seinem letzten Wunsch wurde seine Asche über dem Río de la Plata verstreut.

## Werke (Auswahl)
Bilder
- El Sifón. 1915.
- La grotta azzurra di Capri. 1918.
- Pensierosa. 1920.
- Arlequín. 1928.

Bücher
- A painter before the mirror. Ed. Stockcero, Buenos Aires 2006. ISBN 978-987-1136-53-7.